# 楊家安
楊家安（1953年—），前香港麗的電視演員。曾在電視劇集《大俠霍元甲》中扮演霍元甲的徒弟陸大安，在香港和內地廣受歡迎，因此走紅，還獲得多個內地廣告商青睞，接拍電飯煲等廣告。
楊家安還參演過《大地恩情》和《大丈夫》等劇集，又擔任過導演。退出娛樂圈後，到商界發展，為上市公司香港楊氏集團有限公司的主席，又是佛山市荣誉市民。2002年因於陸羽茶室槍殺案中買兇殺人被判无期徒刑。